# أحمد كرارة
أحمد كرارة ممثل مصري، مواليد 20 أبريل 1974، القاهرة، مصر. وشقيق الممثل أمير كرارة.

## أعمال
- المسلسل المصري فرصة ثانية.
- المسلسل «من الجاني»
- مسلسل «أمير الليل» _في لبنان، وهو دراما تتكون من 60 حلقة ورشح العمل للموركس دور اللبناني ويشاركه في بطولته، رامي عياش وميس حمدان، ومن تأليف منى طايع وإخراج فادي حداد.
- مسلسل «فرصه ثانية».
- مسلسل «بالحجم العائلي»[1] الذي حصل من خلالها على جائزة خاصة من مهرجان الفضائيات العربية.
- الجزء الثاني من مسلسل «كلبش».[2]
- فوق السحاب.
- فيلمي «الفندق».
- خط الموت 2019
- بحر 2019

## وصلات خارجية
- أحمد كرارة على موقع الدهليز
- أحمد كرارة على موقع قاعدة بيانات الأفلام العربية